# 1992年夏季残疾人奥林匹克运动会南非代表团
1992年夏季残疾人奥林匹克运动会南非代表团是南非派出的1992年夏季残疾人奥林匹克运动会代表团。获得4枚金牌、1枚银牌和3枚铜牌。